# Арикпо, Окои
Окои Арикпо (англ. Arikpo Okoi; 20 сентября 1916, Кросс-Ривер, Колониальная Нигерия — 1992) — нигерийский государственный деятель, министр иностранных дел Нигерии (1967—1975).

## Биография
Родился в семье вождя народа экве. В 1927 г. окончил Hope Waddell Institute в Калабаре, в 1933 г. — государственный колледж в Умуахии, в 1938 г. — Higher College в Ябе.
- 1939—1942 гг. — преподавал химию в Higher College,
- 1943—1944 гг. — преподавал естественные науки в Королевском колледже в Лагосе,
- 1944—1945 гг. — в государственном колледже в Ибадане,
- 1945—1952 гг. — на преподавательской работе в Великобритании,
- 1952—1953 гг. — министр по земельным отношениям и муниципальному развитию,
- 1953—1957 гг. — прервал политическую карьеру и обучался праву в Великобритании,
- 1957—1963 гг. — занимался юридической практикой в Калабаре,
- 1963—1967 гг. — член национальной комиссии по развитию университетского образования,
- 1967—1975 гг. — министр иностранных дел Нигерии,
- 1980 г. — назначен председателем банка Chase Merchant Bank.